# 诺因基兴 (萨尔兰州)
诺因基兴（德語：Neunkirchen，發音：[ˈnɔʏnˌkɪʁçn̩] ⓘ）是德国萨尔兰州诺因基兴县的城市，也是诺因基兴县的县治，面积75.26平方千米，2023年12月31日人口为47,097人。